# نسا سفلی
نسا سفلی، روستایی از توابع بخش مرکزی شهرستان طالقان در استان البرز ایران است.
این روستا در دهستان پایین‌طالقان واقع شده‌است. از مکان‌های نام گذاری شده نسا می‌توان به جیرگوشه، جیرگوشه لو، زمین‌های زراعی(سر زمینها)، گوسال دره(درازه حمام)، قرقی دره، شوش دره، کوگهره، کشه باغ، چم چم نوچه، قطارداران،تلی سر،نمک لیسان،جیر چشمه، جور چشمه، پشت جوب و... اشاره کرد.
نسا سفلی از زیباترین و دنج‌ترین روستاهای پایین طالقان محسوب می‌شود. از نظر موقعیت جغرافیایی وضعیت مطلوبی دارد و مابین دو دره قرار گرفته‌است.
آب آشامیدنی روستا از طریق چشمه میان بند تأمین می‌شود.
فاصله تهران تا نسا سفلی ۱۴۰ کیلومتر است که ۱۰۰ کیلومتر آن بزرگراه تهران - قزوین است. ارتفاع این روستا از سطح رودخانه تا سطح دریای آزاد حدود ۱۹۰۰ متر است. حداکثر متوسط دما در تابستان ۳۰ درجه سانتی گراد و در سردترین ماه ۱۵- درجه سانتی گراد می‌باشد.

## وجه تسمیه
نسا در لغت‌نامه دهخدا به معنای جایی که آفتاب نمی تابد یا کم می تابد است که به علت قرار گرفتن در بین کوهها، خورشید زودتر در نسا غروب می‌کند به همین علت آفتاب کمتری دارد.

## جمعیت
این روستا در دهستان پایین طالقان قرار دارد و براساس سرشماری مرکز آمار ایران در سال ۱۳۸۵، جمعیت آن ۱۹۱ نفر (۵۵خانوار) بوده‌است. مردم این روستا همچون دیگر آبادی‌های طالقان به زبان تاتی صحبت می‌کنند.

## نقشه اختصاصی نسا
مشاهده روستای نسا سفلی روی نقشه گوگل همراه با نامگذاری محل ها